# Рюст, Альбер
Альбер Рюст (фр. Albert Rust; 10 октября 1953, Мюлуз, Франция) — французский футболист, вратарь, олимпийский чемпион 1984 (провёл все 5 матчей) и чемпион Европы 1984 (не сыграл ни одного матча). Интересно, что Рюст — единственный футболист, кто в 1984 году вошёл в состав сборной Франции и на чемпионате Европы, и на Олимпиаде в Лос-Анджелесе, и завоевавший 2 золотые награды. Бронзовый призёр чемпионата мира 1986. На поле провёл один матч с Бельгией, пропустил 2 мяча.
Большую часть карьеры выступал за «Сошо», является рекордсменом клуба по числу сыгранных матчей — 389. После окончания карьеры работал тренером.